# Girl Shy
Girl Shy és una pel·lícula muda dirigida per Fred C. Newmeyer i Sam Taylor i protagonitzada per Harold Lloyd i Jobyna Ralston. Es tracta de la primera producció independent de Lloyd després d’abandonar Hal Roach, i la primera pel·lícula en la que feia parella amb la Ralston, que substituïa Mildred Davis que havia esdevingut la seva esposa. Es va estrenar el 20 d’abril de 1924.

## Argument
Harold és un noi aprenent de sastre tímid i pobre que treballa en la botiga del seu oncle. És tímid i li costa molt parlar amb les noies. Malgrat això, ha escrit un llibre que és una col·lecció d’històries romàntiques en les que explica com seduir diferents tipus de noies, com les “vamps” o les “flappers”. Marxa a Los Angeles per tal de trobar un editor que el vulgui publicar. Pel camí coneix Mary, una noia rica, i l’ajuda a amagar el seu gosset perquè no el vegi el revisor del tren. En descobrir el llibre inicien una conversa i tots dos s'enamoren. Ella rebutja Ronald, un pretendent que és un pocavergonya.
Els dos es retroben i en un malentès, ella creu que Harold no l'estima i només li ha fet cas com a experiment per escriure un altre capítol del seu llibre. Enfadada, decideix casar-se amb el pretendent. Mentrestant, l'editor que inicialment ha rebutjat el seu manuscrit canvia d'opinió i li envia un xec de 3.000 dòlars com a avançament. Això fa que decideixi buscar Mary, i demanar-li de casar-se. Descobreix però en un diari que ella és a punt de casar-se amb l’altre. Una noia veu al mateix temps el diari i exclama que aquell home és el seu marit. Harold s'embranca en una cursa salvatge utilitzant un automòbil, motocicletes, cavalls i un tramvia per poder arribar a l'església a temps i aturar el casament. Aconsegueix impedir la boda acusant l’home de bigàmia i la parella s'acaba prometent en matrimoni.

## Repartiment
- Harold Lloyd (Harold Meadows)
- Jobyna Ralston (Mary Buckingham)
- Richard Daniels (Jerry Meadows)
- Carlton Griffin (Ronald DeVore)
- Nola Luxford (la noia Vamp)
- Judy King (la noia flapper)
- William Orlamond (assistent de Thornsby)
- Gus Leonard (passatger barbut)
- Earl Mohan (conductor de tranvia)
- Joe Cobb (noi a la sastreria)
- Jackie Condon (noi al que arreglen els pantalons)
- Mickey Daniels (noi)